# Whitby (Canada)
Whitby is een plaats (town) in de Canadese provincie Ontario en telt 111.184 inwoners (2006). De oppervlakte bedraagt 146,52 km².

## Geboren
- May Irwin (1862-1938), actrice en zangeres
- Andrew Martin (1975-2009), professioneel worstelaar.
- Kelita Zupancic (1990), judoka